# Список игроков, выбранных под первым номером драфта НФЛ

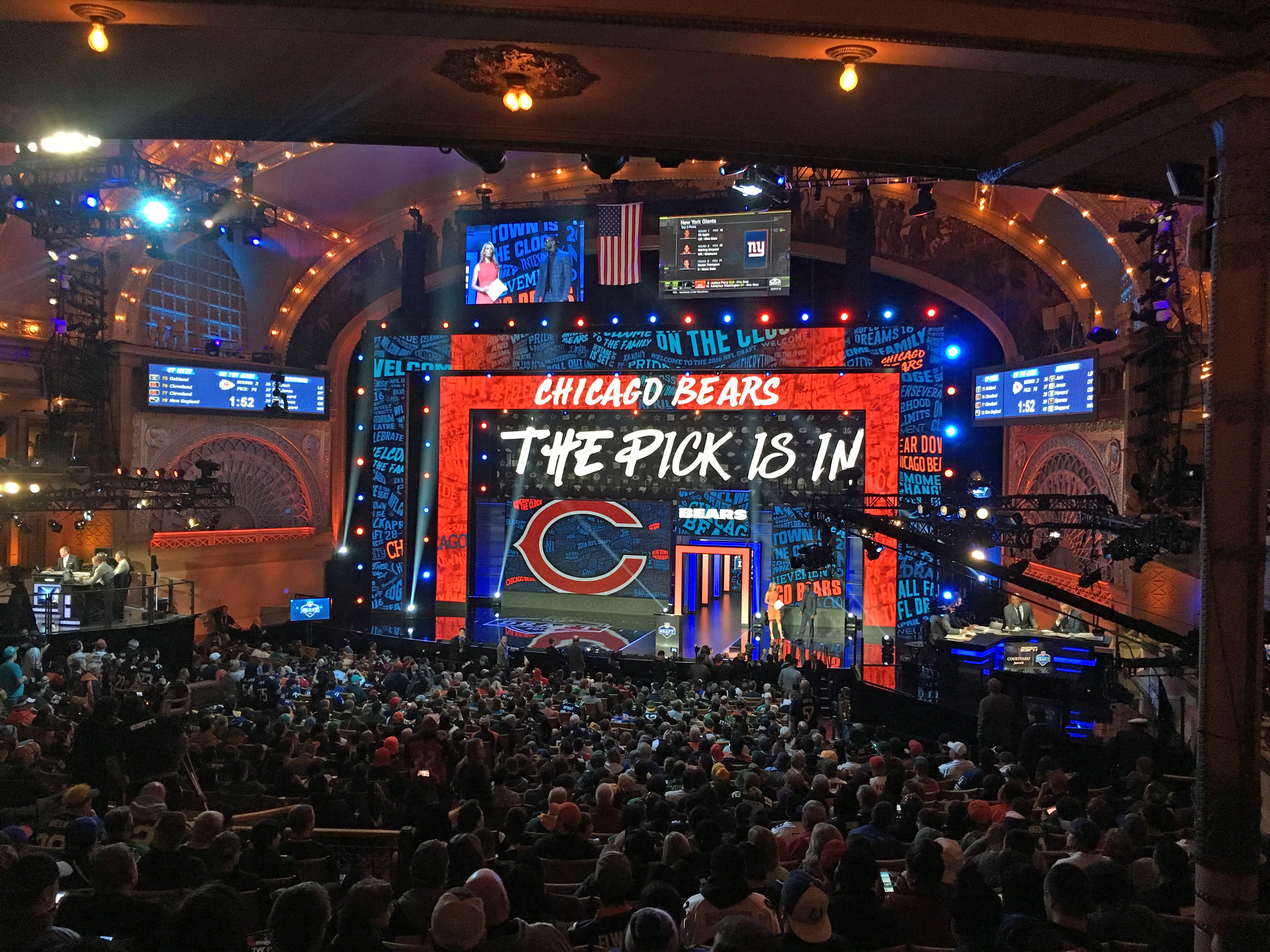
Драфт НФЛ 2016 года в театре Аудиториум в Чикаго.

В списке приведены игроки, выбранные на драфтах Национальной футбольной лиги под общим первым номером за всё время их проведения. По действующим правилам проведения драфта право первого выбора принадлежит клубу, завершившему предыдущий сезон с худшим результатом. Если две команды закончили чемпионат с идентичными показателями, то первый номер очереди отдаётся клубу с более сложным расписанием игр. Сложность расписания определяется совокупным процентом побед соперников команды. Процедура драфта занимает три дня и проводится весной, в межсезонье. Первый раунд драфта проходит по четвергам, каждая команда имеет в своём распоряжении десять минут для объявления своего выбора. К участию в нём допускаются спортсмены, окончившие старшую школу не менее трёх лет назад и заигранные за университетские команды. За правильностью допуска к драфту следят сотрудники специального отдела Лиги, ежегодно анализирующие данные примерно трёх тысяч игроков студенческих команд.
Процедура драфта была разработана владельцем команды «Филадельфия Иглз» и будущим комиссаром НФЛ Бертом Беллом как способ привлечения лучших игроков-студентов в слабейшие команды Лиги. Идея была одобрена владельцами остальных команд 19 мая 1935 года. Первый драфт в истории Лиги состоялся 8 февраля 1936 года в отеле Ritz-Carlton в Филадельфии. Первым игроком, выбранным на драфте, стал обладатель Приза Хейсмана 1935 года Джей Бервангер из Университета Чикаго. Он был выбран клубом «Филадельфия Иглз», затем обменявшим права на него в «Чикаго Беарс». В 1936 году профессиональный футбол не считался прибыльным занятием и Беруонгер не стал подписывать контракт, не сыграв в результате ни одной игры в НФЛ.
C 1947 по 1958 год право первого выбора на драфте разыгрывалось Лигой в специальной лотерее. Этот выбор был бонусом к тому, который команда получала по результатам выступлений. Победивший в лотерее клуб в дальнейшем не мог участвовать в ней. Эта система существовала в течение двенадцати лет и каждая франшиза НФЛ по одному разу воспользовалась дополнительным выбором. Первой командой, победившей в лотерее стали «Чикаго Беарс», выбравшие Боба Фенимора.
С 1960 по 1966 год клубы НФЛ конкурировали за лучших игроков студенческого чемпионата с АФЛ. Обе организации проводили свой драфт и часто выбирали одних и тех же игроков. В 1967 году в Нью-Йорке  состоялся первый общий драфт лиг (англ. Common draft), начавших процесс слияния. Под первым номером был выбран линейный защиты Бубба Смит из Университета штата Мичиган.
Тринадцать игроков, выбранных на драфте НФЛ под первым номером, также затем были избраны и в Зал славы профессионального футбола. Расположенный в Кантоне, Огайо, музей объединяет наиболее выдающихся игроков, тренеров, владельцев клубов и функционеров, внёсших весомый вклад в развитие футбола. Кандидаты на вступление в Зал славы отбираются комитетом из сорока восьми человек. Предварительный список претендентов формируется перед проведением Супербоула. Церемония принятия избранных членов Зала славы проходит ежегодно в начале августа и открывает очередной сезон Национальной футбольной лиги.
Драфт НФЛ является одним из самых заметных событий в спортивной жизни США. В 2017 году на мероприятие в Филадельфию приехало около 250 тысяч болельщиков и 1 800 представителей СМИ. По сообщению журнала Forbes положительный экономический эффект от события составил примерно 95 млн долларов. Драфт 2018 года стал первым в истории, когда все семь раундов транслировались в прямом эфире. Вещание осуществляли ESPN, Fox и ABC. Церемония прошла в Арлингтоне на домашней арене клуба «Даллас Ковбойз». Под первым номером был выбран квотербек Бейкер Мэйфилд.
Драфт 2020 года, который первоначально должен был состояться в Лас-Вегасе, прошёл в виртуальном формате. Все запланированные мероприятия были отменены из-за пандемии COVID-19. Для организации трансляций было задействовано более 600 камер, установленных в домах комиссара НФЛ Роджера Гуделла, генеральных менеджеров команд, некоторых игроков. Общая аудитория трансляций драфта превысила 55 млн зрителей. Одновременно лига собрала 100 млн долларов, которые были переданы для финансирования борьбы с пандемией.

## Список игроков, выбранных на драфте под первым номером
| Условные цветовые обозначения              |
| ------------------------------------------ |
| Игроки, выступающие в НФЛ в сезоне 2022    |
| Члены Зала славы профессионального футбола |

Драфт — год проведения драфта; Университет — образовательное учреждение, за команду которого выступал игрок; Команда — клуб, выбравший игрока на драфте; Достижения на профессиональном уровне — значимые достижения игрока (победы в чемпионате, признание Самым ценным игроком сезона или Супербоула, участия в Матчах всех звёзд, включение в символические сборные лучших игроков лиги и членство в Зале славы профессионального футбола)

Знак «—» в графе «Достижения на профессиональном уровне» означает отсутствие достижений, указанных выше
| Драфт | Игрок             | Фото | Позиция      | Университет      | Команда                    | Достижения на профессиональном уровне | Ссылки                        |
| ----- | ----------------- | ---- | ------------ | ---------------- | -------------------------- | --- | ----------------------------- |
| 1936  | Джей Бервангер    |      | хавбек       | Чикаго           | Филадельфия Иглз           | — | [ 14 ]                        |
| 1937  | Сэм Фрэнсис       |      | фуллбек      | Небраска         | Филадельфия Иглз           | — | [ 15 ]                        |
| 1938  | Корбетт Дэвис     |      | фуллбек      | Индиана          | Кливленд Рэмс              | — | [ 16 ]                        |
| 1939  | Ки Олдрич         |      | центр        | ТХУ              | Чикаго Кардиналс           | Чемпион НФЛ (1942) Участник Матча всех звёзд НФЛ (1939, 1942) | [ 17 ] [ 18 ]                 |
| 1940  | Джордж Кафего     |      | фуллбек      | Теннесси         | Чикаго Кардиналс           | — | [ 19 ]                        |
| 1941  | Том Хармон        |      | хавбек       | Мичиган          | Чикаго Беарз               | — | [ 20 ]                        |
| 1942  | Билл Дадли        |      | хавбек       | Виргиния         | Питтсбург Стилерз          | Самый ценный игрок НФЛ (1946) Участник Матча всех звёзд НФЛ (1950, 1951) Включён в сборную десятилетия НФЛ 1940-х годов Член Зала славы (1966) | [ 21 ] [ 22 ] [ 23 ]          |
| 1943  | Фрэнк Синкуич     |      | хавбек       | Джорджия         | Детройт Лайонс             | Самый ценный игрок НФЛ (1944) | [ 24 ] [ 25 ]                 |
| 1944  | Анджело Бертелли  |      | квотербек    | Нотр-Дам         | Бостон Янкс                | — | [ 26 ]                        |
| 1945  | Чарли Триппи      |      | хавбек       | Джорджия         | Чикаго Кардиналс           | Чемпион НФЛ (1947) Участник Матча всех звёзд НФЛ (1952, 1953) Включён в сборную десятилетия НФЛ 1940-х годов Член Зала славы (1968) | [ 23 ] [ 27 ] [ 28 ]          |
| 1946  | Фрэнк Дансевич    |      | квотербек    | Нотр-Дам         | Бостон Янкс                | — | [ 29 ]                        |
| 1947  | Боб Фенимор       |      | хавбек       | Оклахома A&M     | Чикаго Беарс               | — | [ 30 ]                        |
| 1948  | Харри Гилмер      |      | квотербек    | Алабама          | Вашингтон Редскинс         | Участник Матча всех звёзд НФЛ (1950, 1952) | [ 31 ] [ 32 ]                 |
| 1949  | Чак Беднарик      |      | лайнбекер    | Пенсильвания     | Филадельфия Иглз           | Чемпион НФЛ (1949, 1960) Участник Матча всех звёзд НФЛ (1950—1954, 1956, 1957, 1960) Включён в сборную десятилетия НФЛ 1950-х годов Член Зала славы (1967) | [ 33 ] [ 34 ] [ 35 ]          |
| 1950  | Леон Харт         |      | энд          | Нотр-Дам         | Детройт Лайонс             | Чемпион НФЛ (1952, 1953, 1957) Участник Матча всех звёзд НФЛ (1951) | [ 36 ] [ 37 ]                 |
| 1951  | Кайл Роут         |      | энд          | СМЮ              | Нью-Йорк Джайентс          | Чемпион НФЛ (1956) Участник Матча всех звёзд НФЛ (1953—1956) | [ 38 ] [ 39 ]                 |
| 1952  | Билл Уэйд         |      | квотербек    | Вандербильт      | Лос-Анджелес Рэмс          | Чемпион НФЛ (1963) Участник Матча всех звёзд НФЛ (1958, 1963) | [ 40 ] [ 41 ]                 |
| 1953  | Харри Бэбкок      |      | энд          | Джорджия         | Сан-Франциско Фоти Найнерс | — | [ 42 ]                        |
| 1954  | Бобби Гарретт     |      | квотербек    | Стэнфорд         | Кливленд Браунс            | — | [ 43 ]                        |
| 1955  | Джордж Шоу        |      | квотербек    | Орегон           | Балтимор Колтс             | Чемпион НФЛ (1958) | [ 44 ] [ 45 ]                 |
| 1956  | Гэри Глик         |      | сэйфти       | Колорадо A&M     | Питтсбург Стилерз          | Чемпион АФЛ (1963) | [ 46 ] [ 47 ]                 |
| 1957  | Пол Хорнунг       |      | хавбек       | Нотр-Дам         | Грин-Бей Пэкерс            | Победитель Супербоула (I) Чемпион НФЛ (1961, 1962, 1965, 1966) Самый ценный игрок НФЛ (1961) Участник Матча всех звёзд НФЛ (1959, 1960) Включён в сборную десятилетия НФЛ 1960-х годов Член Зала славы (1986)                                                    | [ 48 ] [ 49 ] [ 50 ]          |
| 1958  | Кинг Хилл         |      | квотербек    | Райс             | Чикаго Кардиналс           | — | [ 51 ]                        |
| 1959  | Рэнди Данкан      |      | квотербек    | Айова            | Грин-Бей Пэкерс            | — | [ 52 ]                        |
| 1960  | Билли Кэннон      |      | тайт-энд     | Луизиана Стейт   | Лос-Анджелес Рэмс          | Чемпион АФЛ (1960, 1961, 1967) Участник Матча всех звёзд АФЛ (1961, 1969) | [ 53 ] [ 54 ]                 |
| 1961  | Томми Мейсон      |      | раннинбек    | Тулейн           | Миннесота Вайкингс         | Участник Матча всех звёзд НФЛ (1962—1964) | [ 55 ] [ 56 ]                 |
| 1962  | Эрни Дэвис        |      | хавбек       | Сиракьюз         | Вашингтон Редскинс         | — | [ 57 ]                        |
| 1963  | Терри Бейкер      |      | квотербек    | Орегон Стейт     | Лос-Анджелес Рэмс          | — | [ 58 ]                        |
| 1964  | Дэйв Паркс        |      | уайд ресивер | Техас Тек        | Сан-Франциско Фоти Найнерс | Участник Матча всех звёзд НФЛ (1965—1967) | [ 59 ] [ 60 ]                 |
| 1965  | Такер Фредериксон |      | раннинбек    | Оберн            | Нью-Йорк Джайентс          | Участник Матча всех звёзд НФЛ (1965) | [ 61 ] [ 62 ]                 |
| 1966  | Томми Нобис       |      | лайнбекер    | Техас            | Атланта Фэлконс            | Новичок года в НФЛ (1966) Участник Матча всех звёзд НФЛ (1966—1968, 1970, 1972) Включён в сборную десятилетия НФЛ 1960-х годов | [ 50 ] [ 63 ] [ 64 ]          |
| 1967  | Бубба Смит        |      | энд          | Мичиган Стейт    | Балтимор Колтс             | Победитель Супербоула (V) Чемпион НФЛ (1968) Участник Матча всех звёзд НФЛ (1970, 1971) | [ 65 ] [ 66 ]                 |
| 1968  | Рон Яри           |      | тэкл         | Южная Калифорния | Миннесота Вайкингс         | Чемпион НФЛ (1969) Участник Матча всех звёзд НФЛ (1971—1977) Включён в сборную десятилетия НФЛ 1970-х годов Член Зала славы (2001) | [ 67 ] [ 68 ] [ 69 ]          |
| 1969  | О Джей Симпсон    |      | раннинбек    | Южная Калифорния | Баффало Биллс              | Самый ценный игрок НФЛ (1973) Участник Матча всех звёзд НФЛ (1972—1976) Участник Матча всех звёзд АФЛ (1969) Включён в сборную десятилетия НФЛ 1970-х годов Член Зала славы (1985)                                                                               | [ 69 ] [ 70 ] [ 71 ]          |
| 1970  | Терри Брэдшоу     |      | квотербек    | Луизиана Тек     | Питтсбург Стилерз          | Победитель Супербоула (IX, X, XIII, XIV) Самый ценный игрок Супербоула (XIII, XIV) Самый ценный игрок НФЛ (1978) Участник Матча всех звёзд НФЛ (1975, 1978, 1979) Включён в сборную десятилетия НФЛ 1970-х годов Член Зала славы (1989)                          | [ 69 ] [ 72 ] [ 73 ]          |
| 1971  | Джим Планкетт     |      | квотербек    | Стэнфорд         | Нью-Ингленд Пэтриотс       | Победитель Супербоула (XV, XVIII) Самый ценный игрок Супербоула (XV) Новичок года в АФК (1971) | [ 74 ] [ 75 ]                 |
| 1972  | Уолт Патульски    |      | энд          | Нотр-Дам         | Баффало Биллс              | — | [ 76 ]                        |
| 1973  | Джон Матущак      |      | энд          | Тампа            | Хьюстон Ойлерз             | Победитель Супербоула (XI, XV) | [ 77 ] [ 78 ]                 |
| 1974  | Эд Джонс          |      | энд          | Теннесси Стейт   | Даллас Ковбойз             | Победитель Супербоула (XII) Участник Матча всех звёзд НФЛ (1981—1983) | [ 79 ] [ 80 ]                 |
| 1975  | Стив Бартковски   |      | квотербек    | Калифорния       | Атланта Фэлконс            | Новичок года в НФК (1975) Участник Матча всех звёзд НФЛ (1980, 1981) | [ 81 ] [ 82 ]                 |
| 1976  | Ли Рой Селмон     |      | энд          | Оклахома         | Тампа-Бэй Бакканирс        | Участник Матча всех звёзд НФЛ (1979—1984) Включён в сборную десятилетия НФЛ 1980-х годов Член Зала славы (1995) | [ 83 ] [ 84 ] [ 85 ]          |
| 1977  | Рикки Белл        |      | раннинбек    | Южная Калифорния | Тампа-Бэй Бакканирс        | — | [ 86 ]                        |
| 1978  | Эрл Кэмпбелл      |      | раннинбек    | Техас            | Хьюстон Ойлерз             | Участник Матча всех звёзд НФЛ (1978—1981, 1983) Включён в сборную десятилетия НФЛ 1970-х годов Член Зала славы (1991) | [ 69 ] [ 87 ] [ 88 ]          |
| 1979  | Том Кусино        |      | лайнбекер    | Огайо Стейт      | Баффало Биллс              | — | [ 89 ]                        |
| 1980  | Билли Симс        |      | раннинбек    | Оклахома         | Детройт Лайонс             | Новичок года в НФЛ (1980) Участник Матча всех звёзд НФЛ (1980—1982) | [ 90 ] [ 91 ]                 |
| 1981  | Джордж Роджерс    |      | раннинбек    | Южная Каролина   | Нью-Орлеан Сэйнтс          | Победитель Супербоула (XXII) Новичок года в НФЛ (1981) Участник Матча всех звёзд НФЛ (1981, 1982) | [ 92 ] [ 93 ]                 |
| 1982  | Кеннет Симс       |      | энд          | Техас            | Нью-Ингленд Пэтриотс       | — | [ 94 ]                        |
| 1983  | Джон Элвей        |      | квотербек    | Стэнфорд         | Балтимор Колтс             | Победитель Супербоула (XXXII, XXXIII) Самый ценный игрок Супербоула (XXXIII) Самый ценный игрок НФЛ (1987) Участник Матча всех звёзд НФЛ (1986, 1987, 1989, 1991, 1993, 1994, 1996—1998) Включён в сборную десятилетия НФЛ 1990-х годов Член Зала славы (2004)   | [ 95 ] [ 96 ] [ 97 ]          |
| 1984  | Ирвинг Фрайар     |      | уайд ресивер | Небраска         | Нью-Ингленд Пэтриотс       | Участник Матча всех звёзд НФЛ (1985, 1993, 1994, 1996, 1997) | [ 98 ] [ 99 ]                 |
| 1985  | Брюс Смит         |      | энд          | Виргиния Тек     | Баффало Биллс              | Участник Матча всех звёзд НФЛ (1987—1990, 1992—1998) Включён в сборную десятилетия НФЛ 1980-х годов Включён в сборную десятилетия НФЛ 1990-х годов Член Зала славы (2009)                                                                                        | [ 85 ] [ 97 ] [ 100 ] [ 101 ] |
| 1986  | Бо Джексон        |      | раннинбек    | Оберн            | Тампа-Бэй Бакканирс        | Участник Матча всех звёзд НФЛ (1990) | [ 102 ] [ 103 ]               |
| 1987  | Винни Теставерде  |      | квотербек    | Майами           | Тампа-Бэй Бакканирс        | Участник Матча всех звёзд НФЛ (1996, 1998) | [ 104 ] [ 105 ]               |
| 1988  | Ондрэй Брюс       |      | лайнбекер    | Оберн            | Атланта Фэлконс            | — | [ 106 ]                       |
| 1989  | Трой Эйкман       |      | квотербек    | УКЛА             | Даллас Ковбойз             | Победитель Супербоула (XXVII, XXVIII, XXX) Самый ценный игрок Супербоула (XXVII) Участник Матча всех звёзд НФЛ (1991—1996) Член Зала славы (2006) | [ 107 ] [ 108 ]               |
| 1990  | Джефф Джордж      |      | квотербек    | Иллинойс         | Индианаполис Колтс         | — | [ 109 ]                       |
| 1991  | Расселл Мэриленд  |      | тэкл         | Майами           | Даллас Ковбойз             | Победитель Супербоула (XXVII, XXVIII, XXX) Участник Матча всех звёзд НФЛ (1993) | [ 110 ] [ 111 ]               |
| 1992  | Стив Эмтман       |      | энд          | Вашингтон        | Индианаполис Колтс         | — | [ 112 ]                       |
| 1993  | Дрю Бледсо        |      | квотербек    | Вашингтон Стейт  | Нью-Ингленд Пэтриотс       | Победитель Супербоула (XXXVI) Участник Матча всех звёзд НФЛ (1994, 1996, 1997, 2002) | [ 113 ] [ 114 ]               |
| 1994  | Дэн Уилкинсон     |      | тэкл         | Огайо Стейт      | Цинциннати Бенгалс         | — | [ 115 ]                       |
| 1995  | Ки-Джана Картер   |      | раннинбек    | Пенн Стейт       | Цинциннати Бенгалс         | — | [ 116 ]                       |
| 1996  | Кишон Джонсон     |      | уайд ресивер | Южная Калифорния | Нью-Йорк Джетс             | Победитель Супербоула (XXXVII) Участник Матча всех звёзд НФЛ (1998, 1999, 2001) | [ 117 ] [ 118 ]               |
| 1997  | Орландо Пейс      |      | тэкл         | Огайо Стейт      | Сент-Луис Рэмс             | Победитель Супербоула (XXXIV) Участник Матча всех звёзд НФЛ (1999—2005) Включён в сборную десятилетия НФЛ 2000-х годов Член Зала славы (2016) | [ 119 ] [ 120 ] [ 121 ]       |
| 1998  | Пейтон Мэннинг    |      | квотербек    | Теннесси         | Индианаполис Колтс         | Победитель Супербоула (XLI, 50) Самый ценный игрок Супербоула (XLI) Самый ценный игрок НФЛ (2003, 2004, 2008, 2009, 2013) Участник Матча всех звёзд НФЛ (1999, 2000, 2002—2010, 2012—2014) Включён в сборную десятилетия НФЛ 2000-х годов Член Зала славы (2021) | [ 121 ] [ 122 ] [ 123 ]       |
| 1999  | Тим Кауч          |      | квотербек    | Кентукки         | Кливленд Браунс            | — | [ 124 ]                       |
| 2000  | Кортни Браун      |      | энд          | Пенн Стейт       | Кливленд Браунс            | — | [ 125 ]                       |
| 2001  | Майкл Вик         |      | квотербек    | Виргиния Тек     | Атланта Фэлконс            | Участник Матча всех звёзд НФЛ (2002, 2004, 2005, 2010) | [ 126 ] [ 127 ]               |
| 2002  | Дэвид Карр        |      | квотербек    | Фресно Стейт     | Хьюстон Тексанс            | Победитель Супербоула (XLVI) | [ 128 ] [ 129 ]               |
| 2003  | Карсон Палмер     |      | квотербек    | Южная Калифорния | Цинциннати Бенгалс         | Участник Матча всех звёзд НФЛ (2005, 2006, 2010) | [ 130 ] [ 131 ]               |
| 2004  | Илай Мэннинг      |      | квотербек    | Ол Мисс          | Сан-Диего Чарджерс         | Победитель Супербоула (XLII, XLVI) Самый ценный игрок Супербоула (XLII, XLVI) Участник Матча всех звёзд НФЛ (2008, 2011, 2015, 2015) | [ 132 ] [ 133 ]               |
| 2005  | Алекс Смит        |      | квотербек    | Юта              | Сан-Франциско Фоти Найнерс | Участник Матча всех звёзд НФЛ (2013, 2016, 2017) | [ 134 ] [ 135 ]               |
| 2006  | Марио Уильямс     |      | энд          | Эн Си Стейт      | Хьюстон Тексанс            | Участник Матча всех звёзд НФЛ (2008, 2009, 2013, 2014) | [ 136 ] [ 137 ]               |
| 2007  | Джамаркус Расселл |      | квотербек    | Луизиана Стейт   | Окленд Рэйдерс             | — | [ 138 ]                       |
| 2008  | Джейк Лонг        |      | тэкл         | Мичиган          | Майами Долфинс             | Участник Матча всех звёзд НФЛ (2008—2011) | [ 139 ] [ 140 ]               |
| 2009  | Мэттью Стаффорд   |      | квотербек    | Джорджия         | Детройт Лайонс             | Участник Матча всех звёзд НФЛ (2014) | [ 141 ] [ 142 ]               |
| 2010  | Сэм Брэдфорд      |      | квотербек    | Оклахома         | Сент-Луис Рэмс             | Новичок года в НФЛ (2010) | [ 143 ] [ 144 ]               |
| 2011  | Кэм Ньютон        |      | квотербек    | Оберн            | Каролина Пэнтерс           | Новичок года в НФЛ (2011) Самый ценный игрок НФЛ (2015) Участник Матча всех звёзд НФЛ (2011, 2013, 2015) | [ 145 ] [ 146 ]               |
| 2012  | Эндрю Лак         |      | квотербек    | Стэнфорд         | Индианаполис Колтс         | Участник Матча всех звёзд НФЛ (2012—2014, 2018) | [ 147 ] [ 148 ]               |
| 2013  | Эрик Фишер        |      | тэкл         | Мичиган Сентрал  | Канзас-Сити Чифс           | Победитель Супербоула (LIV) Участник Матча всех звёзд НФЛ (2018, 2020) | [ 149 ] [ 150 ]               |
| 2014  | Джедевион Клауни  |      | энд          | Южная Каролина   | Хьюстон Тексанс            | Участник Матча всех звёзд НФЛ (2016—2018) | [ 151 ] [ 152 ]               |
| 2015  | Джеймис Уинстон   |      | квотербек    | Флорида Стейт    | Тампа-Бэй Бакканирс        | Участник Матча всех звёзд НФЛ (2015) | [ 153 ] [ 154 ]               |
| 2016  | Джаред Гофф       |      | квотербек    | Калифорния       | Лос-Анджелес Рэмс          | Участник Матча всех звёзд НФЛ (2017, 2018) | [ 155 ] [ 156 ]               |
| 2017  | Майлз Гарретт     |      | энд          | Техас A&M        | Кливленд Браунс            | Участник Матча всех звёзд НФЛ (2018, 2020) | [ 157 ] [ 158 ]               |
| 2018  | Бейкер Мэйфилд    |      | квотербек    | Оклахома         | Кливленд Браунс            | — | [ 159 ]                       |
| 2019  | Кайлер Мюррей     |      | квотербек    | Оклахома         | Аризона Кардиналс          | Новичок года в НФЛ (2019) Участник Матча всех звёзд НФЛ (2020, 2021) | [ 160 ] [ 161 ]               |
| 2020  | Джо Берроу        |      | квотербек    | Луизиана Стейт   | Цинциннати Бенгалс         | — | [ 162 ]                       |
| 2021  | Тревор Лоуренс    |      | квотербек    | Клемсон          | Джэксонвилл Джагуарс       | — | [ 163 ]                       |
| 2022  | Трейвон Уокер     |      | энд          | Джорджия         | Джэксонвилл Джагуарс       | — | [ 164 ]                       |
| 2023  | Брайс Янг         |      | квотербек    | Алабама          | Каролина Пэнтерс           | — | [ 165 ]                       |